# 褐星额蜂鸟
是雨燕目蜂鸟科的一种鸟类。
褐星额蜂鸟体重约6.7克，翼长约71.4毫米，嘴峰长约34.7毫米，喙宽度约2.6毫米，喙厚度约2.3毫米，跗蹠长约6.2毫米，尾长约46.2毫米。褐星额蜂鸟在其分布区内为留鸟，其栖息在密集的高大树木组成的森林中，食性为草食性，主要食物来源是植物的花蜜。
褐星额蜂鸟分布于哥伦比亚西南部和厄瓜多尔西部的安第斯山脉地区。该物种是单型物种，没有亚种分化。